# 大倉一郎 (土木工学者)
大倉 一郎（おおくら いちろう）は、日本の工学者（アルミニウム構造学・繊維接着構造学・鋼構造学・橋工学）。学位は工学博士（大阪大学・1985年）。大阪大学大学院工学研究科准教授、アルミニウム橋研究会技術委員長。

## 来歴

### 生い立ち
島根県出雲市出身。大阪大学に入学し、工学部土木工学科にて学んだ。1977年、大阪大学を卒業し、そのまま同大学の大学院に進学した。大学院の工学研究科土木工学専攻にて学び、1979年に修士課程に修了した。なお、のちに大阪大学より、工学博士の学位を授与されている。

### 研究者として
大阪大学大学院の修士課程を修了し、母校である大阪大学に採用され、工学部の助手として勤務する。1988年、大阪大学にて、工学部の講師に昇任する。同年、スイスのローザンヌ工科大学にて、2ヶ月ほど客員研究員を務めた。翌年、アメリカ合衆国のリーハイ大学にて、1年ほど客員研究員を務めた。
1991年、大阪大学にて工学部の助教授に昇任した。1998年には、大阪大学の大学院工学研究科の助教授に転じた。2007年、大阪大学の大学院工学研究科にて准教授に就任した。また、岡山大学の工学部や環境理工学部、および、大阪産業大学の工学部など、他大学でも非常勤の講師を務めた。

## 研究
専門は工学であり、特に土木工学や材料工学といった分野に関する研究を行っている。具体的には、アルミニウム構造学、繊維接着構造学、鋼構造学、橋工学といった領域の研究を手掛けている。
一例としては、アルミニウム合金板について、摩擦攪拌接合部の疲労や、摩擦接合継手のフレッティング疲労、耐荷力についての研究を行っている。これらの知見を応用し、アルミニウム床板を用いて、道路橋の開発に取り組んでいる。また、アルミニウム橋研究会では、技術委員長を務めている。

## 人物
能楽、文楽、歌舞伎などの鑑賞を趣味とする。また、愛猫家でもある。
近年は山登りを楽しみとしてる。

## 略歴
- 1977年 - 大阪大学工学部卒業。
- 1979年 - 大阪大学大学院工学研究科修士課程修了。
- 1979年 - 大阪大学工学部助手。
- 1988年 - 大阪大学工学部講師。
- 1988年 - ローザンヌ工科大学ICOM客員研究員。
- 1989年 - リーハイ大学ATLSS客員研究員。
- 1991年 - 大阪大学工学部助教授。
- 1992年 - 岡山大学工学部講師。
- 1994年 - 大阪産業大学工学部講師。
- 1997年 - 岡山大学環境理工学部講師。
- 1998年 - 大阪大学大学院工学研究科助教授。
- 2007年 - 大阪大学大学院工学研究科准教授。

## 著作

### 単著
- 大倉一郎著『鋼橋の疲労』東洋書店、1994年。ISBN 9784885951534
- 大倉一郎著『鋼構造設計学の基礎』東洋書店、2004年。ISBN 9784885955006

### 共著
- 大倉一郎・萩澤亘保・花崎昌幸共著『アルミニウム構造学入門』東洋書店、2006年。ISBN 9784885956249